# Leeuwenbek
Leeuwenbek (Antirrhinum) is een geslacht uit de weegbreefamilie (Plantaginaceae) Dit geslacht werd vroeger ingedeeld bij de helmkruidfamilie (Scrophulariaceae).
In Nederland en België komt alleen de grote leeuwenbek (Antirrhinum majus) verwilderd voor. Er zijn cultivars van deze soort met witte, karmozijnrode of gele tweelippige bloemen. De herkomst is van Zuidwest-Europa.
De indeling van dit geslacht is onderwerp van discussie. We volgen hier recent onderzoek van Oyama en Baum (2004) waarin wordt geconcludeerd dat het geslacht uit drie groepen bestaat met de onderstaande indeling in soorten:
- Sectie Antirrhinum: ongeveer 20 soorten overblijvende kruiden uit de Oude Wereld, de meeste van nature voorkomend in het westelijk gedeelte van het Middellandse Zeegebied, met name op het Iberisch Schiereiland:
  - Antirrhinum australe
  - Antirrhinum barrelieri
  - Antirrhinum boissieri
  - Antirrhinum braun-blanquetii
  - Antirrhinum charidemi
  - Antirrhinum graniticum
  - Antirrhinum grosii
  - Antirrhinum hispanicum
  - Antirrhinum latifolium
  - Antirrhinum lopesianum
  - Antirrhinum majus (Grote leeuwenbek)
  - Antirrhinum meonanthum
  - Antirrhinum microphyllum
  - Antirrhinum molle
  - Antirrhinum onubensis
  - Antirrhinum pertegasii
  - Antirrhinum pulverulentum
  - Antirrhinum rupestre
  - Antirrhinum sempervirens
  - Antirrhinum siculum
  - Antirrhinum spurium
  - Antirrhinum valentinum
- Sectie Orontium twee tot zes Mediterrane soorten, die vaak ondergebracht worden in het geslacht Misopates:
  - Antirrhinum calycinum
  - Antirrhinum orontium
- Sectie Saerorhinum ongeveer zestien soorten uit de Nieuwe Wereld, merendeels eenjarig. De meeste komen van nature in voor Californië.
  - Antirrhinum breviflorum
  - Antirrhinum confertiflorum
  - Antirrhinum cornutum
  - Antirrhinum costatum
  - Antirrhinum coulterianum
  - Antirrhinum fernandezcasasii
  - Antirrhinum filipes
  - Antirrhinum kellogii
  - Antirrhinum kingii
  - Antirrhinum leptaleum
  - Antirrhinum multiflorum
  - Antirrhinum nuttalianum
  - Antirrhinum ovatum
  - Antirrhinum subcordatum
  - Antirrhinum vexillo-calyculatum
  - Antirrhinum virga
  - Antirrhinum watsonii

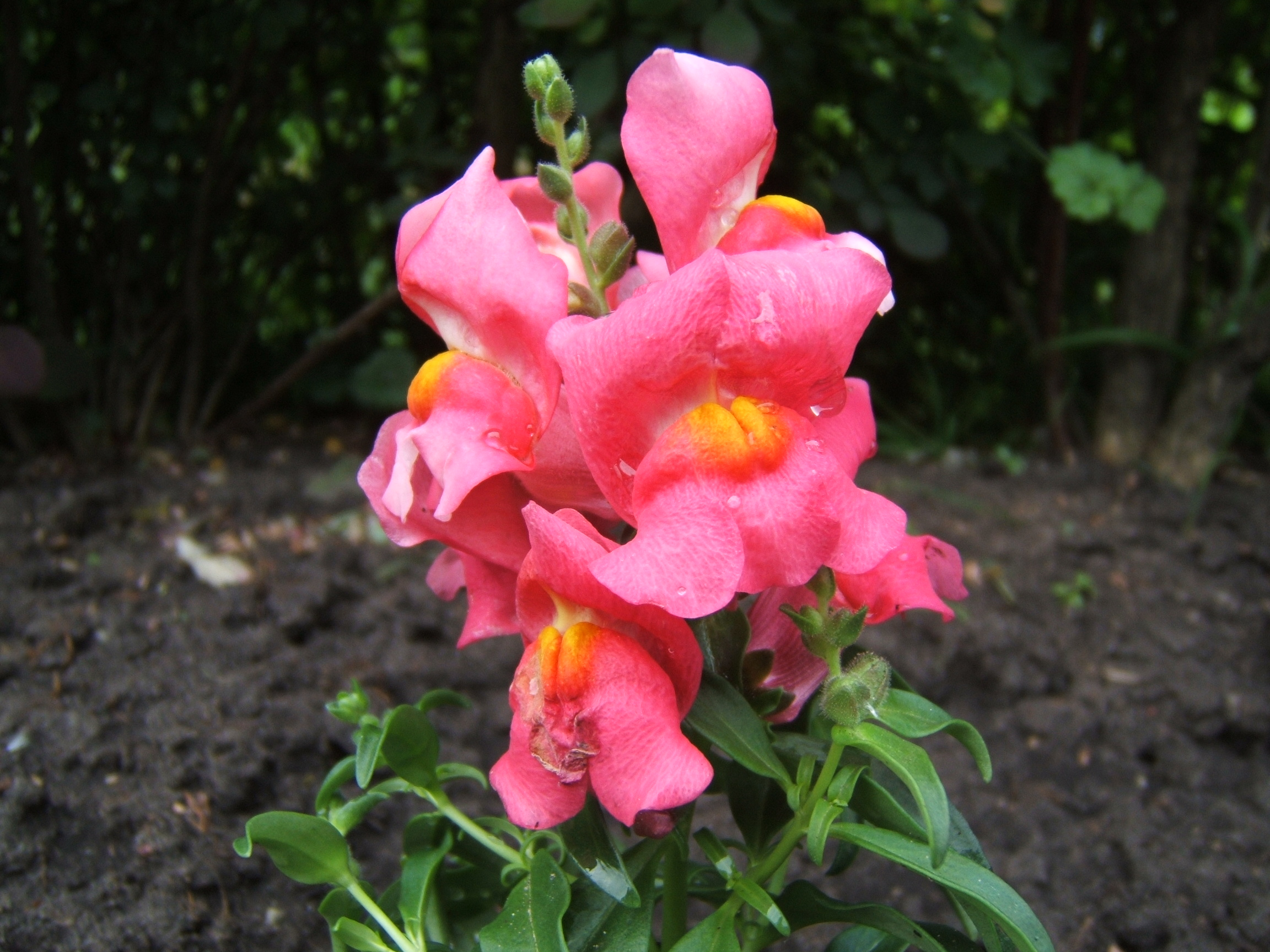
roze cultivar
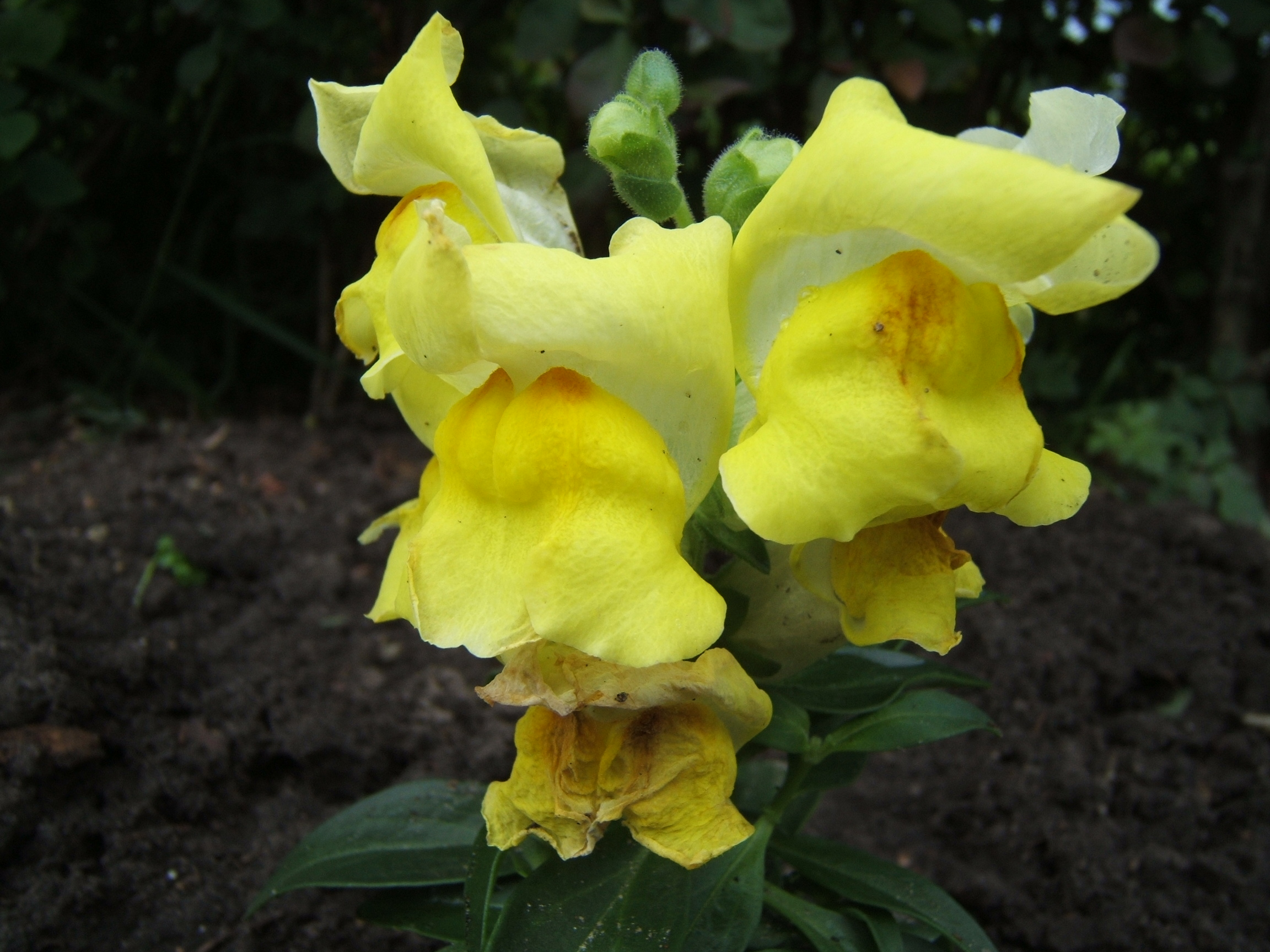
gele cultivar
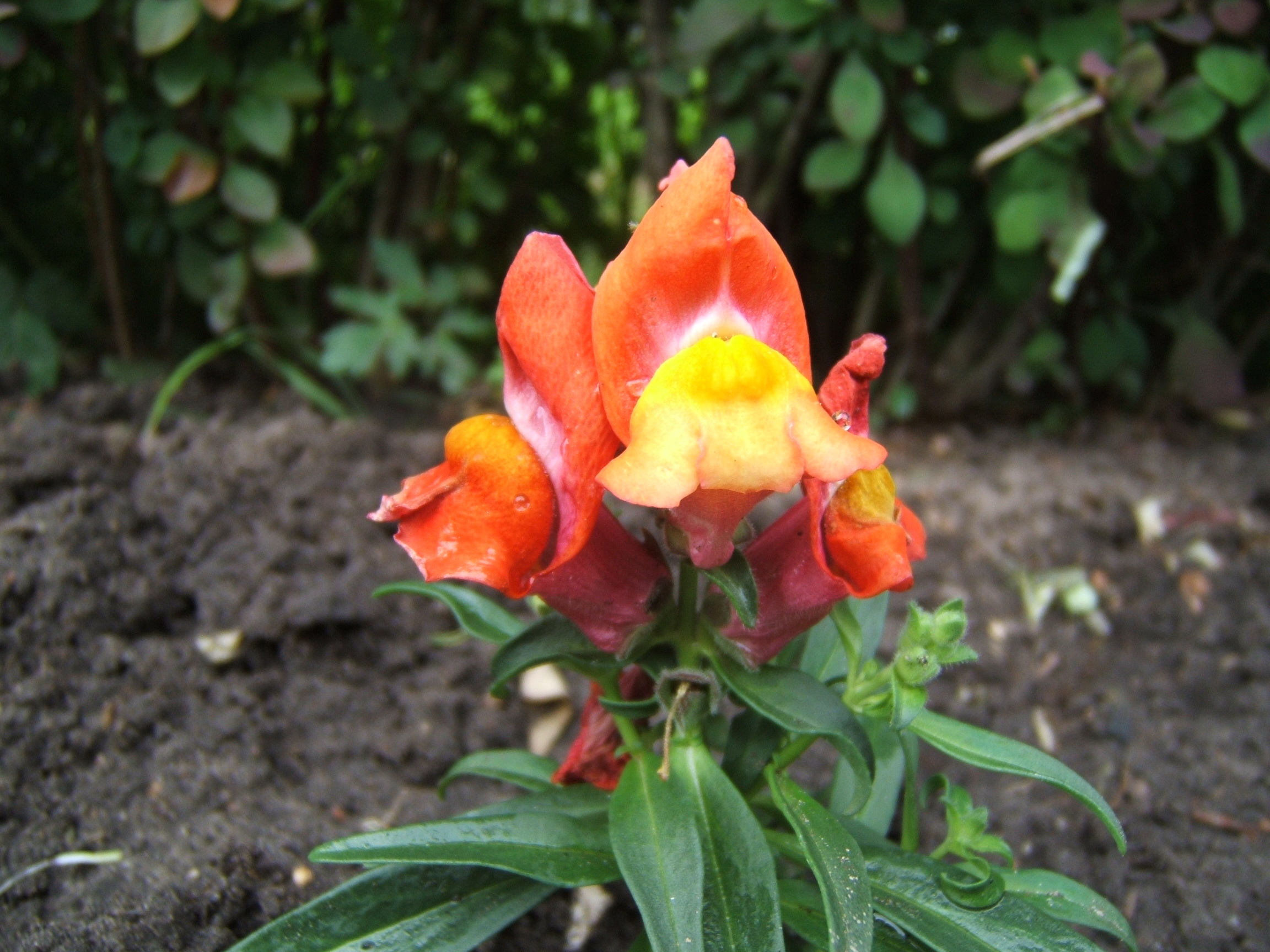
oranje cultivar
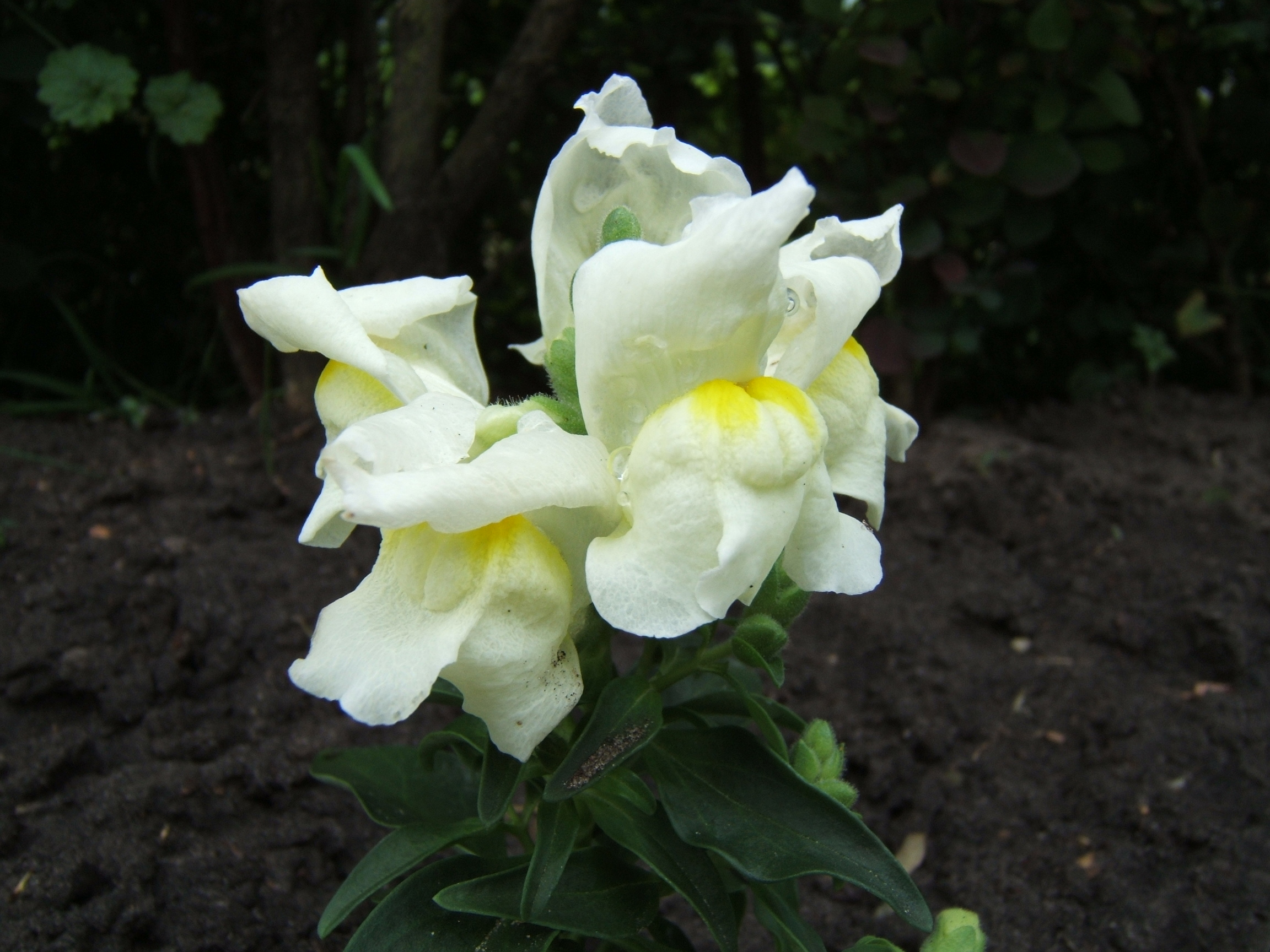
witte cultivar

## Bron
- Oyama, R.K., & Baum, D.A. (2004). Phylogenetic relationships of North American Antirrhinum (Veronicaceae). in: American Journal of Botany 91: 918-925.

Acanthorrhinum · 
Achetaria · 
Adenosma · 
Albraunia · 
Amphianthus · 
Anarrhinum · 
Angelonia · 
Antirrhinum (Leeuwenbek) · 
Aragoa · 
Artanema · 
Asarina · 
Bacopa · 
Basistemon · 
Benjaminia · 
(Besseya) · 
Bougueria · 
Brookea · 
Bryodes · 
Bythophyton · 
Callitriche (Sterrenkroos) · 
Campylanthus · 
Chaenorhinum (Kierleeuwenbek) · 
Chelone (Schildpadbloem) · 
(Chionohebe) · 
Chionophila · 
(Cochlidiosperma) · 
Collinsia · 
(Conobea) · 
Cymbalaria · 
(Detzneria) · 
Digitalis (Vingerhoedskruid) · 
Dintera · 
Dizygostemon · 
Dopatrium · 
Ellisiophyllum · 
Encopella · 
Epixiphium · 
Erinus · 
Galvezia · 
Gambelia · 
Geochorda · 
Globularia (Kogelbloem) · 
Gratiola · 
Hebe · 
Hemiphragma · 
Herpestis · 
Hippuris · 
Holmgrenanthe · 
Holzneria · 
Howelliella · 
Hydrotriche · 
(Isoplexis) · 
Kashmiria · 
Keckiella · 
Kickxia (Stoppelleeuwenbek) · 
Lafuentea · 
Lagotis · 
Limnophila · 
Limosella · 
Linaria (Vlasleeuwenbek) · 
Littorella · 
Lophospermum · 
Mabrya · 
Maurandella · 
Maurandya · 
Mecardonia · 
Melosperma · 
Microcarpaea · 
Misopates · 
Mohavea · 
Monocardia · 
Monopera · 
Monttea · 
Neogaerrhinum · 
(Neopicrorhiza) · 
Nothochelone · 
Nuttallanthus · 
Otacanthus · 
Ourisia · 
Paederota · 
(Parahebe) · 
Penstemon (Penstemon) · 
Philcoxia · 
Picria · 
Picrorhiza · 
Plantago (Weegbree) · 
Poskea · 
Psammetes · 
Pseudorontium · 
Rhodochiton · 
Russelia · 
Sairocarpus · 
Schistophragma · 
Schweinfurthia · 
Scoparia · 
Scrofella · 
Sibthorpia · 
Stemodia · 
(Synthyris) · 
Tetranema · 
Tetraulacium · 
Tonella · 
Uroskinnera · 
Veronica (Ereprijs) · 
Veronicastrum · 
Wulfenia · 
Wulfeniopsis